# American Ride
American Ride è il tredicesimo album in studio del cantante di musica country Toby Keith, pubblicato nel 2009.

## Tracce
1. American Ride – 2:49
2. Gypsy Driftin' – 4:33
3. Are You Feelin' Me? – 3:09
4. Every Dog Has Its Day – 3:32
5. Woke Up on My Own – 3:08
6. If You're Tryin' You Ain't – 3:24
7. Cryin' for Me (Wayman's Song) – 4:46
8. If I Had One – 3:14
9. You Can't Read My Mind – 3:30
10. Tender as I Wanna Be – 3:28
11. Loaded – 2:43
12. Ballad of Balad – 4:02